# Иван-дурак

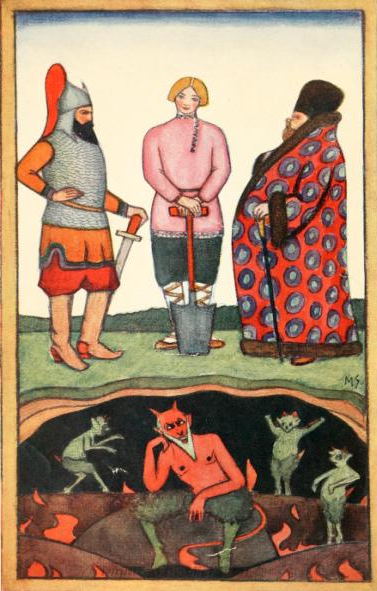
Иван-дурак. Иллюстрация Michael Sevier к сказке Льва Толстого, 1916 год.

Иван-дурак (Иванушка-дурачок) — один из популярнейших героев русских волшебных сказок. Герои конкретных сказок могут носить разные имена: Иван вдовий сын, Иван девкин сын, Иван кухаркин сын, Иван крестьянский сын, Иван солдатский сын, Иван Царенко, Иван Поваренко, Иван Сученко, Иван Медведко, Иван Несчастный (Бесчастный), Емеля, Заморышек и т. д., но все они восходят к указанному образу.
Один из классических образцов «иронических удачников» в русской волшебной сказке, третий (младший) сын у крестьянина либо царя (см. Иван-царевич), на которого никто не обращает внимания. Он прислушивается к советам и учится, в отличие от надменных старших братьев, и в результате получает богатство и царевну в жёны. Воплощает особую сказочную стратегию, исходящую не из стандартных постулатов практического разума, а опирающуюся на поиск собственных решений, часто противоречащих здравому смыслу, но, в конечном счёте, приносящих успех. Имеет некоторые черты трикстера. А. М. Панченко указывал на близость сказочного дурака к юродивым.

## Описание
По некоторым версиям, имя с эпитетом «дурак» является именем-оберегом, предотвращающим сглаз.
Его социальное положение обычно низкое — сын крестьян, как правило, старика со старухой. В семье часто являлся третьим сыном. На начало сказки не женат.
С помощью волшебных средств и особенно благодаря своему «уму» Иван-дурак успешно проходит все испытания и достигает высших ценностей: он побеждает противника, женится на царской дочери, получает и богатство и славу.
Иван-дурак — единственный из братьев, кто говорит в сказке с его участием; загадывает и отгадывает загадки, то есть занимается тем, чем занимается во многих традициях жрец во время ритуала, приуроченного к основному годовому празднику. Часто он поэт и музыкант; в сказках подчёркивается его умение играть на чудесной дудочке или гуслях-самогудах, и петь, заставляя плясать стадо. Носитель особой речи, в которой, помимо загадок, прибауток и шуток, отмечены фрагменты, где нарушаются или фонетические, или семантические принципы обычной речи, или даже нечто, напоминающее заумь; сравните «бессмыслицы», «нелепицы» — языковые парадоксы, основанные, в частности, на игре омонимии и синонимии, многозначности и многореферентности слова и т. п. (так, убийство змеи копьём Иван-дурак описывает как встречу со злом, которое он злом и ударил — «зло от зла умерло»). Иван-дурак связан в сюжете с некоей критической ситуацией, завершаемой праздником (победа над врагом и женитьба), в котором он главный участник.
Аналогичные сказки есть у других европейских народов. Например, немецкая сказка «Ханс-дурак» (нем. Hans Dumm), итальянская сказка «Пьетро-дурак» (итал. Pietro pazzo), рассказанный жительницей Манилы (Филиппины) тагальский шванк «Хуан-дурак». Аналогами Ивана-дурака у славянских народов, например, являются Глупый Ясё (пол. Głupi Jasio) у поляков и Гонза-дурак (чеш. Hloupý Honza) у чехов.

## Примеры сказок с участием Ивана-дурака
- «Иванушка-дурачок»
- «Конь, скатерть и рожок»
- «Сивка-бурка»
- «Конёк-Горбунок»
- «Иван крестьянский сын и чудо-юдо»

## В современном искусстве
- «Иванушка-дурачок» — детская опера композитора Цезаря Кюи, 1913
- «Как Иванушка-дурачок за чудом ходил» — художественный фильм
- «Иван-дурак» — художественный фильм
- «Конёк-Горбунок» — художественный фильм
- «Василиса Прекрасная» — художественный фильм
- «Про Ивана-дурака» — мультфильм